# The Last Kingdom
The Last Kingdom is een Britse televisieserie die werd uitgezonden vanaf 2015. Het is gebaseerd op The Saxon Stories, een reeks van dertien boeken van Bernard Cornwell. Het eerste seizoen is gebaseerd op de boeken The Last Kingdom en The Pale Horseman. Het tweede seizoen is gebaseerd op The Lords of the North en Sword Song. Hoewel het verhaal van de serie fictie is, worden er een groot aantal historische personen en gebeurtenissen in opgevoerd.
De serie werd uitgezonden door de BBC met Netflix in coproductie. Sinds april 2018 is de serie volledig door Netflix overgenomen.

## Verhaal
Het verhaal speelt zich af in Groot-Brittannië laat in de 9e eeuw en begin 10e eeuw. Het eiland is eind 9e eeuw verdeeld in zeven koninkrijken die belaagd worden door Denen. De meeste koninkrijken houden geen stand tegen de machtige Denen die veel land innemen. Het laatste koninkrijk is Wessex dat door de gerenommeerde koning Alfred de Grote wordt bestuurd. De protagonist van het verhaal is  het fictieve personage Uthred, die zichzelf de rechtmatige heer van Bebbanburg noemt. Hij verloor het kasteel aan zijn oom, nadat zijn vader gesneuveld was tijdens een veldslag. Door zijn oom moet hij Northumbria ontvluchten en komt hij als kind in handen van de Denen waar hij opgevoed wordt als een van hen. Uhtred werkt zich later omhoog en komt in contact met Alfred, waar hij zich bewijst als legeraanvoerder en krijgsman. Hij hoopt dat hij, met zijn aansluiting bij Alfred, Bebbanburg kan heroveren. Uthred blijft vasthouden aan de polytheïstische godsdienst en godsdienstige gebruiken van de Denen, ondanks zijn christelijke Angelsaksische herkomst. Zijn eed aan de christelijke koning enerzijds en trouw aan zijn Deense adoptiefamilie anderzijds brengen hem steeds opnieuw in een loyaliteitsconflict.

## Televisieserie
| Seizoen | Netwerk | Jaar | Aantal afleveringen | Oorspronkelijke romans                                     | Periode |
| ------- | ------- | ---- | ------------------- | ---------------------------------------------------------- | ------- |
| 1       | BBC 2   | 2015 | 8                   | The Last Kingdom en The Pale Horseman                      | 866–878 |
| 2       | BBC 2   | 2017 | 8                   | The Lords of the North en Sword Song                       | 879–886 |
| 3       | Netflix | 2018 | 10                  | The Burning Land en Death of Kings                         | 892–902 |
| 4       | Netflix | 2020 | 10                  | The Pagan Lord en The Empty Throne                         | 909–911 |
| 5       | Netflix | 2022 | 10                  | Warriors of the Storm, The Flame Bearer en War of the Wolf | 917–920 |

## Rolverdeling
- Alexander Dreymon - Uhtred van Bebbanburg
- Emily Cox - Brida
- Ian Hart - Beocca
- David Dawson - Koning Alfred van Wessex
- Eliza Butterworth - Vrouwe Ælswith
- Harry McEntire - Prins Æthelwold van Wessex
- Timothy Innes - Koning Edward van Wessex
- Amelia Clarkson - Vrouwe Ælfflæd
- Sonya Cassidy - Vrouwe Eadgifu van Kent
- Harry Gilby - Prins Æthelstan van Wessex
- Ewan Horrocks - Prins Ælfweard van Wessex
- Millie Brady - Koningin Æthelflæd van Mercia
- Toby Regbo - Koning Æthelred van Mercia
- Phia Saban - Koningin Ælfwynn van Mercia
- Thure Lindhardt - Koning Guthred van Northumbria
- Steffan Rhodri - Koning Hywel Dda van Wales
- Nigel Lindsay - Prins Rhodri van Wales
- Charlie Murphy - Koningin Iseult van Cornwallum
- Rod Hallett - Koning Constantijn van Schotland
- Matthew Macfadyen - Uthred van Bebbanburg de oudere
- Amy Wren - Mildrith
- Peri Baumeister - Gisela
- Finn Elliot - Uthred, de zoon van Uthred van Bebbanburg
- Ruby Hartley - Stiorra, de dochter van Uthred van Bebbanburg
- Joseph Millson - Ælfric van Bebbanburg
- Ossian Perret - Wihtgar van Bebbanburg
- Simon Kunz - Odda van Devon
- Brian Vernel - Odda de jongere
- Adrian Bower - Leofric
- Adrian Bouchet - Steapa
- Eva Birthistle - Hild
- Marc Rowley - Finan
- Arnas Fedaravičius - Sihtric
- Ewan Mitchell - Osferth
- Cavan Clerkin - Pyrlig
- Patrick Robinson - Benedict
- James Northcote - Aldhelm
- Harry Anton - Bresal
- Adrian Schiller - Æthelhelm
- Stefanie Martini - Eadith
- Jamie Blackley - Eardwulf
- Thomas W. Gabrielsson - Guthrum
- Rune Temte - Ubba Ragnarsson
- Tobias Santelmann - Ragnar
- Julia Bache-Wiig - Thyra
- Alexandre Willaume - Kjartan
- Ole Christoffer Ertvaag - Sven
- Christian Hillborg - Erik
- Björn Bengtsson - Sigefrid
- Magnus Bruun - Cnut
- Eysteinn Sigurðarson - Sigtryggr
- Jeppe Beck Laursen - Hæsten
- Simon Stenspil - Dagfinn
- Tygo Gernandt - Jackdaw
- Thea Sofie Loch Næss - Skade
- Micki Stoltt - Rǫgnvaldr

## Film
Op 14 april 2023 ging op Netflix de sequelfilm The Last Kingdom: Seven Kings Must Die in première. Deze film is gebaseerd op de roman Warlord, de dertiende roman uit de reeks The Saxon Stories van Bernard Cornwall met elementen uit de twaalfde roman uit de reeks, getiteld Sword of King. Evenals in de televisieserie zijn er plotwijzigingen ten opzichte van de oorspronkelijke romans. De film speelt zich af in het jaar 924, het overlijdensjaar van koning Edward de Oudere.